# Пенгё
Пе́нгё (венг. pengő — звонкий) — денежная единица Венгрии в период с 1 января 1927 по 31 июля 1946 года. 1 пенгё = 100 филлерам (венг. fillér).

## История

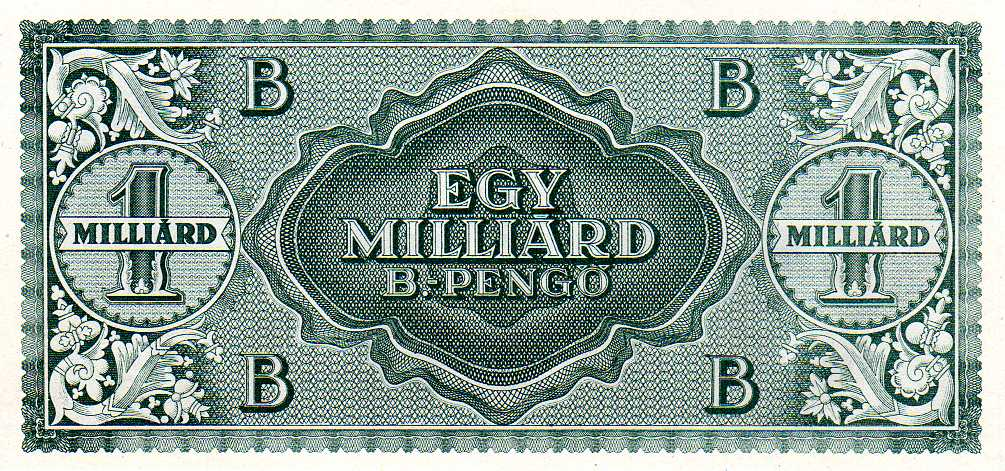
Секстиллион (миллиард триллионов), то есть 10^{21} пенгё 1946 в конце гиперинфляции. Самая большая по номиналу банкнота в мире

Венгрия, подобно многим другим державам, пострадавшим в Первой мировой войне, в начале двадцатых годов была охвачена инфляцией, конечным результатом которой стала денежная реформа 1927 года. В ходе этой реформы старые венгерские кроны были обменены на новую валюту с названием «пенгё» по курсу 12 500:1. Пенгё хоть и не пользовался популярностью на международном рынке, все же был довольно стабилен.
После Второй мировой войны экономическая ситуация в Венгрии стала невероятно тяжёлой. Половина производственных мощностей страны была разрушена, остальная часть — сильно повреждена. От транспортной инфраструктуры практически ничего не осталось. Плюс ко всему, Венгрия должна была выплачивать репарации СССР — компенсацию за свое участие в гитлеровской коалиции. Новая налоговая система в то время ещё отсутствовала, поэтому наполнять бюджет страны было попросту нечем.
В соответствии с Соглашением от 20 января 1945 года между СССР и Венгрией Советский Союз получил право эмиссии военных денежных знаков в национальной валюте Венгрии. Банкноты в военных пенгё с надписью «A Vöröshadsereg Parancsnoksága» («Командование Красной армии») номиналом от 1 до 1000 пенгё печатались в СССР. Выпуск военного (не путать с обычным) пенгё был прекращён в конце 1945 года.
31 августа 1945 года курс доллара США к обычному пенгё составлял 1:1320 и продолжал расти. К концу октября 1945 года пенгё обесценился до 8200, а к концу года — до 128 тысяч за доллар. Старые банкноты утратили стоимость, и пришлось вводить новые — достоинством в 100 тысяч, 1 миллион и 10 миллионов.
С января 1946 года в целях стабилизации ситуации была введена эрзац-валютная единица «адопенгё» (налоговый пенгё). Адопенгё изначально приравнивалась к пенгё, но использовалось только банками и правительством в качестве более стабильной единицы расчёта.
Это помогло, но лишь временно. Адопенгё тоже стал обесцениватся. Через 3 месяца, в конце марта, 1 доллар оценивался в 1 750 000 пенгё, но примерно в 40 000 адопенгё — то есть адопенгё с начала года вырос примерно втрое.
Однако в апреле произошел обвал обеих валют. К 1 мая доллар стоил 59 миллиардов пенгё или 94 миллиона адопенгё. Были введены купюры достоинством в 100 миллионов и 1 миллиард пенгё; далее, в целях уменьшения количества нолей на купюрах миллион пенгё переименовали в 1 милпенгё и выпустили купюры достоинством в 10 тысяч, 100 тысяч и в 1 миллион милпенгё (то есть 1 триллион обычных пенгё). Инфляция к тому времени достигла примерно 400 % в сутки, то есть цены ежедневно росли в 5 раз, и купюры обесценивались мгновенно. Поэтому в мае появились купюры достоинством в 10 миллионов, 100 миллионов и 1 миллиард милпенгё. В конце мая купюра достоинством в 1 миллиард милпенгё (1 квадриллион обычных пенгё) стоила всего 2,4 американского цента.
В ходе очередной «деноминации» милпенгё был признан слишком мелкой платёжной единицей, вследствие чего возникло понятие Б.-пенгё (биллио пенгё), означающее биллион (в российской математике это соответствует миллиарду) пенгё или миллион милпенгё. Быстро появились и так же быстро обесценились купюры достоинством в 10 000, 100 000, 1 миллион, 10 миллионов и 100 миллионов Б.-пенгё. К выпуску была подготовлена и крупнейшая в мире, миллиардная купюра (номиналом в секстиллион обычных пенгё), но в оборот её так и не выпустили. Хотя к тому времени адопенгё уже совершенно обесценилось, уровень инфляции по ней всё же был значительно меньше, и адопенгё был выведен из чисто внутрибанковского оборота в общий с июля 1946 года. Соответственно, новые появляющиеся купюры номинировались уже в адопенгё — достоинством в 50 000, 100 000, 500 000, 1 миллион и 10 миллионов адопенгё. Эта последняя купюра, по курсу на 31 июля, соответствовала гигантскому числу в 20 октиллионов (2 × 1028) пенгё, но при этом она стоила всего 4,35 американского цента.
Конец пенгё ознаменовался самым высоким уровнем инфляции за всю историю экономики. Инфляцию удалось прекратить только через месяц. 1 августа 1946 года была введена новая денежная единица — форинт. Курс обмена составил 400 октиллионов (4⋅1029:1) пенгё или 200 миллионов адопенгё за 1 форинт, что является абсолютным мировым рекордом. Особенность гиперинфляции в Венгрии заключалась в том, что это был вынужденный шаг и судя по всему, такой неоднозначный финансовый эксперимент дал в некоторой мере свои позитивные плоды.
Венгрия довольно быстро отошла от последствий чудовищного обесценивания денег, население вместо ничего не стоящих пенгё почти повсеместно использовало более стабильные валюты (доллар, фунт) чаще — бартер. К моменту появления форинта промышленность действительно восстановилась и экономика заработала. Правительство Венгрии больше не занималось выпуском необеспеченных денег, и вплоть до 60-х годов XX века цены в Венгрии оставались относительно стабильными.